# 東京白菜関K者
東京白菜関K者（とうきょうはくさいかんKしゃ）は、緒方明監督による日本の自主映画、8ミリ映画。1980年製作、カラー62分。緒方の初監督作品である。撮影を緒方の師匠・石井聰亙が担当している。

## 概要
「朝起きたら、突然"白菜男"になっていた」というフランツ・カフカの小説『変身』と類似した設定。なぜか全国の市場から白菜が消え、店に白菜を求める市民が長蛇の列をなし、まるでオイルショックみたいに白菜を求める市民に追いかけ回され、東京のあちこちをひたすら走るという不条理劇。1981年のぴあフィルムフェスティバルで、審査員の大島渚と長谷川和彦の熱烈な支持を受けて入選を果たした。

## 出演者
- 尾上克郎[2]
- 保坂和志[3]
- 日野繭子[2]
- 室井滋[2]
- 諏訪太郎[2]
- 山本政志[2][3]
- 佐野和宏[3]
- 長崎俊一[3]

## スタッフ
- 監督・脚本：緒方明
- 撮影：石井聰亙[2]
- 照明：手塚義治[2]
- 製作：ダイナマイトプロ[2]

## 製作
緒方明監督は、2002年11月3日に東京BOX東中野（ポレポレ東中野）であった森達也との対談で、「すべて若気の至りです。私が悪うございました」「私の師匠・石井聰亙の影響でそれまでの既成の映画を全て破壊したいという願望がすごくあって、その流れで作りました。でも、そのわりにどっかで観たようなショットがいっぱい出てくるんですよね...『POPEYE』にいけなかった少年たちの破壊願望というか、あがきみたいなものが炸裂していましたね」などと述べた。

### 撮影
タイトルの『東京白菜関K者』は「東京そのものがセットだ」という考えから緒形が命名した。「街中で映画を撮るのが何でいけないんだ、お巡りが来ても、別にパクられてもいいや」という当時は生意気なエネルギーがあったという。撮影は全部無許可。一部、立教大学でロケが行われた。山本政志は最後の群衆シーンで張り切り過ぎて骨を折り、生命保険に入ってなく、病院代も払ってもらえず、自腹で数十万使って骨を繋いだ。このためクレジットがスペシャルサンクス扱いとなっている。